# ستان لونغ
ستان لونغ هو لاعب هوكي الجليد كندي، ولد في 6 نوفمبر 1929، وتوفي في 10 يناير 1982.

## وصلات خارجية
- ستان لونغ على موقع دوري الهوكي الوطني (الإنجليزية)
- ستان لونغ على موقع EliteProspects.com (الإنجليزية)
- ستان لونغ على موقع HockeyDB.com (الإنجليزية)
- ستان لونغ على موقع Hockey-Reference.com (الإنجليزية)